# 刘帅
刘帅（1989年4月2日—），中国足球运动员。

## 简介
2002年，刘帅进入深圳市罗湖体校，并参加了2006年的广东省运会，同年被招入深圳二队。2008年隨深圳二隊參加港甲。2009年，刘帅被提拔入深圳红钻一队，但是在深圳红钻的第一个赛季没有获得上场机会。
2010年10月，中超联赛第27轮比赛，深圳红钻客场挑战天津泰达，在球隊后防線面臨缺兵少將的情況下刘帅终于得到自己代表深圳红钻的首秀机会，在这场比赛中，刘帅首发并司职中后卫。在之后的第28轮，深圳红钻主场与重庆力帆的保級大戰，刘帅替补上场並遠射打进幫助球隊再度取得領先的關鍵進球，亦是职业生涯的首个入球。
2011年中超首轮客场又是在对天津泰达赛前，他被主帥特魯西埃授予了队长袖标并率隊打滿全場。在赛季初期一度是主力阵容人选之一，同年7月的球员二次转会，深圳红钻宣布与上海申花球员董学升签定了租借合同，租借期为半年，作为交換条件，后防線缺兵少將的申花由曾短暫租借到深圳紅鉆的球員兼教練成亮點名要刘帅租借到上海申花効力半年。不过上海申花在中国足协办理引进刘帅的手续时发现，内援名额已经用满，最后刘帅继续留在深圳红钻效力。
2012年4月，不在特鲁西埃计划阵中的刘帅与深圳红钻队友周文、施勇、李佳奇、张国锋一同租借加盟乙级联赛新军深圳名博争取比赛机会，被赋予副队长和中场组织核心的重任，但该年刘帅流年不利。先是首轮作客湖北青年因主队不规范的场地安保丢失在更衣室中的财物。又在对深圳风鹏的深圳德比中，与高出一头的对方高中锋杨昌鹏争抢高空球时意外颚骨骨折。还随队遭遇了资方内讧导致的欠薪，几乎全年除了伤痛颗粒无收。中乙結束后，劉帥與隊友于10月回歸深圳紅钻。
2013年，决心留队重争取位置的刘帅凭季前苦练被特鲁西埃重新在右后卫和防守中场的位置上起用。
2014年，刘帅在受重伤后淡出球队未有上场机会。
2017年，刘帅自由转会到乙级联赛球队上海申梵。